# Metropolitana di Istanbul
La metropolitana di Istanbul (in turco İstanbul metrosu) è una rete composta da undici linee metropolitane che servono la città di Istanbul, in Turchia. La rete, ad eccezione della linea M11, è gestita da Metro İstanbul, un'impresa pubblica controllata dalla municipalità metropolitana di Istanbul. La linea più antica della metropolitana è la M1, inaugurata nel 1989; il sistema conta oggi 159 stazioni in servizio, altre 47 in costruzione e 1 stazione appaltata. Nel marzo 2024, la rete aveva una lunghezza complessiva di 243,3 chilometri.
La rete è composta da undici linee: le linee denominate M1ᴀ, M1ʙ, M2, M3, M6, M7, M9 e M11 si trovano sul lato europeo del Bosforo, mentre le linee M4, M5 e M8 sono sul lato asiatico. A causa della geografia unica e difficile di Istanbul, città divisa dallo stretto del Bosforo, non c'è un collegamento diretto fra le linee europee e asiatiche, ma dal 2013 queste sono collegate tra loro attraverso un servizio ferroviario urbano, chiamato linea B1 o Marmaray. Sono in corso lavori di prolungamento di sei linee esistenti (M1ʙ, M4, M5, M7, M9 e M11) e di costruzione di quattro nuove linee, tutte sul lato asiatico: M10 (Pendik Merkez-Fevzi Çakmak), M12 (60. Yıl Park-Kazim Karabekir), M13 (Söğütlüçeşme-Yenidoğan) e M14 (Altunizade-Kazim Karabekir).
Oltre che al Marmaray, il sistema è collegato anche alle linee funicolari F1, Tünel (F2) e F4 e alle linee tranviarie T1, T2, T4, T5 e T6.

## Storia

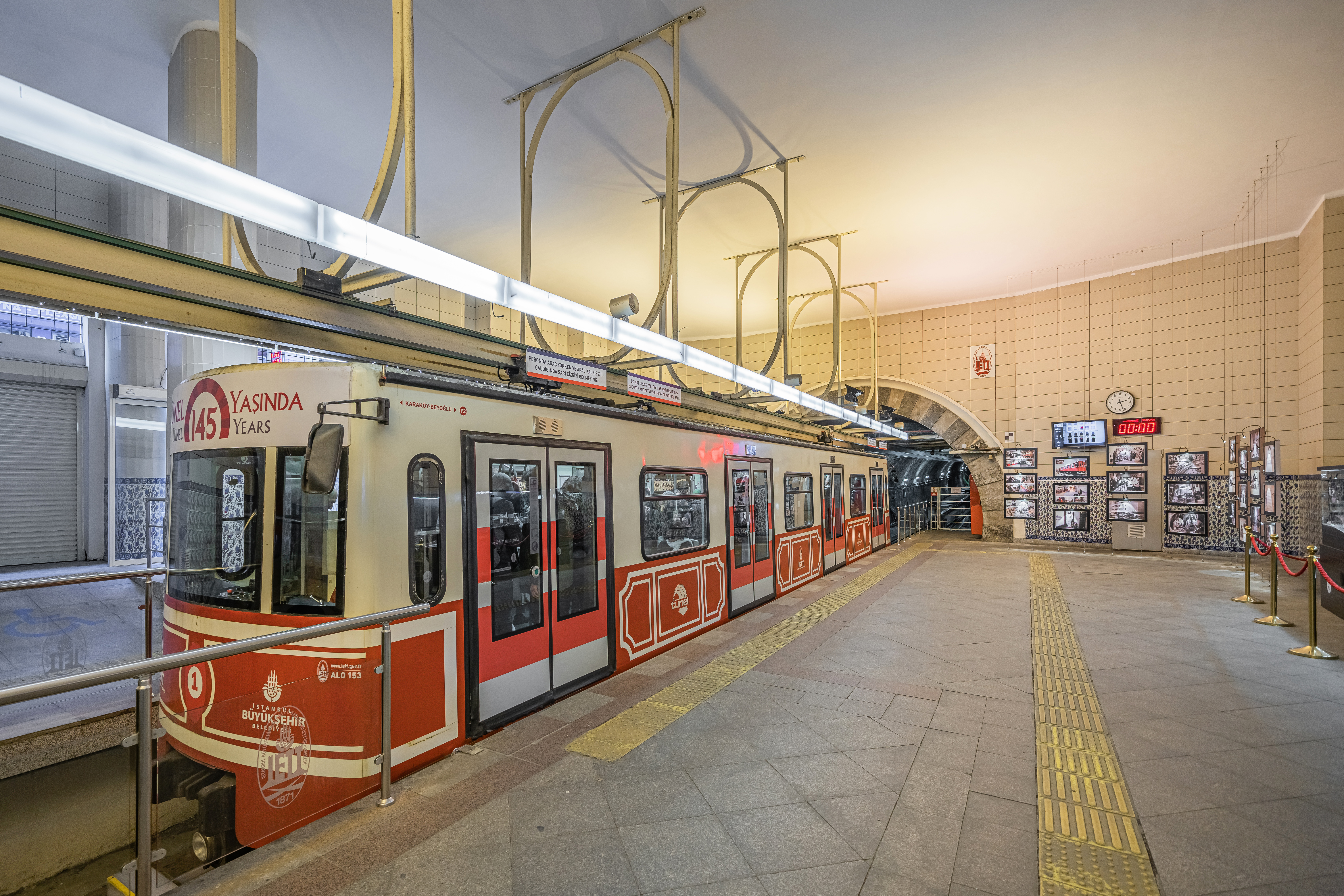
Tünel, la seconda linea metropolitana del mondo e la prima ad Istanbul.

Istanbul ospita Tünel, la seconda linea ferroviaria sotterranea più antica d'Europa dopo la metropolitana di Londra. Tünel è entrato in servizio nel 1875, si trova nel distretto di Beyoğlu ed è lungo 573 metri con due stazioni; oggi viene ufficialmente considerato una funicolare.
Il primo piano generale per una rete metropolitana completa a Istanbul, intitolato Avant Projet d'un Métropolitain à Constantinople e ideato dall'ingegnere francese L. Guerby, risale al 10 gennaio 1912.  Il piano comprendeva un totale di 24 stazioni tra i quartieri Topkapı e Şişli e includeva un collegamento attraverso il Corno d'Oro. Ogni stazione avrebbe avuto una piattaforma di 75 metri accanto alla linea ferroviaria, mentre la distanza tra le stazioni variava da 220 a 975 metri. I disegni del progetto, mai realizzato, sono oggi esposti al Museo dell'Università Tecnica di Istanbul.
Nel 1936 l'urbanista francese Henri Prost propose una rete metropolitana tra i quartieri di Taksim e Beyazıt, rispettivamente a nord e a sud del Corno d'Oro.  Nell'ottobre del 1951 l'azienda olandese Nedeco propose un percorso simile tra Taksim e Beyazıt e nel settembre del 1952 il direttore del Dipartimento dei Trasporti di Parigi, Marc Langevin, preparò insieme al suo collaboratore Louis Meizzonet uno studio di massima in 14 capitoli per la realizzazione del progetto e la sua integrazione con gli altri mezzi di trasporto pubblico della città. Tuttavia, questi piani non vennero mai realizzati e tutte le proposte vennero accantonate fino al 1987, quando venne progettata l'attuale metropolitana di Istanbul.

### Lo sviluppo della rete

#### Anni 1980
La costruzione della linea M1, la prima linea metropolitana moderna di Istanbul, fu decisa tra il 1986 e il 1987. La prima tratta entrò in servizio il 3 settembre 1989 tra Aksaray e Kocatepe. Sebbene dopo l'entrata in esercizio essa fosse stata definita "metropolitana leggera", dopo un po' di tempo il nome della linea fu cambiato in M1. In seguito, il 3 dicembre 1989, venne aperta la stazione di Esenler.

#### 1990-2013
La costruzione della seconda linea della metropolitana, la linea M2,  iniziò nel 1992. La prima tratta tra Taksim e 4. Levent entrò in servizio il 16 settembre 2000. La linea M2 è stata costruita con i metodi del tunnel cut-and-cover e NATM per resistere a un terremoto di magnitudo 9. Il 31 gennaio 2009, la linea è stata estesa sino ad Atatürk Oto Sanayi a nord e a Şişhane a sud. Tuttavia, poiché il sistema di segnalazione non era pronto, inizialmente le corse tra Taksim e Atatürk Oto Sanayi sono state effettuate con un collegamento dalla stazione di 4-Levent. Allo stesso modo, Taksim - Şişhane è stata gestita come linea navetta fino all'apertura del prolungamento per Yenikapı nel 2014. Il 2 settembre 2010 è entrata in servizio la stazione di Darüşşafaka. L'11 novembre 2010 è stata aggiunta una diramazione alla linea e sono entrate in servizio la stazione di Seyrantepe e la diramazione di fronte allo stadio Nef. Con l'entrata in servizio del capolinea di Hacıosman il 22 maggio 2011, la linea M2 ha raggiunto le 16 stazioni e una lunghezza di 23,49 chilometri.
La linea M1, i cui lavori di prolungamento continuano, ha raggiunto la Grande Autostazione di Istanbul (Otogar) dopo la sua apertura nel 1994. Inoltre,  tra il 1994 e il 1995 la linea è stata gradualmente estesa sino a Yenibosna. Nel 1999 è entrata in servizio la stazione di Bahçelievler e nel 2002 la linea è stata estesa sino all'aeroporto di Istanbul-Atatürk, situato nella parte occidentale della città. Con l'apertura della seconda diramazione da Esenler a Kirazlı il 14 giugno 2013, la linea M1 è stata divisa in due linee, la M1ᴀ e M1ʙ.
La costruzione della tratta Kadıköy - Kartal della linea M4, la prima linea metropolitana costruita sul versante anatolico, è iniziata nel 2005 e la linea è entrata in servizio il 17 agosto 2012. Con l'apertura di Marmaray il 29 ottobre 2013, è entrata in servizio la stazione di Ayrılıkçeşmesi, che funge da nodo di interscambio con la M4.
Il 10 settembre 2012 è entrata in servizio la linea M3 tra Kirazlı, Başakşehir e Metrokent. La lacuna tra Otogar e Kirazlı è stato colmata il 14 giugno 2013, con l'entrata in servizio della linea M1ʙ. L'11 novembre 2013 è stata aperta la diramazione İkitelli Sanayi - Olimpiyat.

#### 2014-2019
Dopo l'entrata in servizio della tratta centrale di Marmaray il 29 ottobre 2013, le linee M2 (il 15 febbraio 2014) e le linee M1ᴀ e M1ʙ (il 9 novembre 2014) sono state estese sino al nodo di interscambio di Yenikapı, collegando così Marmaray alle linee della metropolitana sul lato europeo.
La linea M6, che è descritta come una mini metropolitana e ha una lunghezza di 3,3 chilometri, corre tra Levent, la Boğaziçi Üniversitesi e Hisarüstü ed è entrata in servizio il 19 maggio 2015.
Il 10 ottobre 2016 la linea M4 è stata estesa da Kartal sino a Tavşantepe. Con questo prolungamento, la linea ha raggiunto una lunghezza di 26,50 chilometri con 19 stazioni.
La linea M5, entrata in servizio sulla tratta Üsküdar - Yamanevler il 17 dicembre 2017, è la prima linea metropolitana senza conducente di Istanbul e della Turchia. La linea è stata estesa sino a Çekmeköy il 21 ottobre 2018. Con ciò, la linea M5 ha raggiunto una lunghezza di 20 chilometri con 16 stazioni.

#### Dopo il 2020
La linea M7, lunga 18 chilometri ed entrata in servizio il 28 ottobre 2020 sulla tratta Mecidiyeköy - Mahmutbey, è la prima linea metropolitana senza conducente della parte europea di Istanbul.
La prima tratta della linea M9, tra Bahariye e Olimpiyat, è entrata in servizio il 29 maggio 2021, insieme al trasferimento della tratta Olimpiyat - İkitelli Sanayi dalla linea M3 a questa linea.
Il prolungamento della linea M4 Tavsantepe - Aeroporto Sabiha Gökçen è entrato in servizio il 2 ottobre 2022. Con ciò è stato creato un servizio di metropolitana ininterrotto da Kadıköy sino all'Aeroporto Sabiha Gökçen.
Le stazioni Fulya e Yıldız, situate sul prolungamento Mecidiyeköy - Kabataş della linea M7, sono entrate in servizio il 2 gennaio 2023.
La linea M8, che è diventata operativa sulla tratta Bostancı - Parceller il 6 gennaio 2023, con i suoi 14,27 chilometri di lunghezza e 13 stazioni è la prima linea metropolitana a servire sull'asse nord-sud del lato anatolico, e ha la caratteristica di collegare fra di loro tutti i sistemi ferroviari che corrono sull'asse est-ovest di quel lato (Marmaray, M4 e M5).
Il 22 gennaio 2023 è entrata in servizio la tratta tra Kağıthane e Cargo Terminal della linea M11, la quale con una velocità operativa massima di 120 chilometri orari è la prima metropolitana ad alta velocità della Turchia e di Istanbul. Con essa è stato creato un collegamento in metropolitana con l'aeroporto di Istanbul.
L'8 aprile 2023 è entrato in servizio il prolungamento con 4 stazioni da Metrokent a Kayaşehir Centro della linea M3. In questo modo, la linea fornisce un collegamento metropolitano a Başakşehir Çam e al Sakura City Hospital.
Il 29 gennaio 2024 è stata aperta la tratta Kagithane – Gayrettepe della M11.
Il 10 Marzo 2024 è stata aperta la tratta Bakırköy Sahil - Kirazlı della M3, comprendente sei stazioni. Solo la stazione di Yildiztepe rimane in costruzione.
Il 16 Marzo 2024 è stata aperta la tratta Çekmeköy – Samandira Merkez della M5.
Il 18 marzo 2024 è stata aperta la tratta Bahariye - Atakoy della M9.
Il 19 marzo 2024 è operativa la tratta Kargo terminal - Arnavutkoy della M11.

## Rete
La rete metropolitana a marzo 2024 si compone di undici linee (la M1 è stata divisa nelle due linee M1ᴀ e M1ʙ che hanno un tratto del percorso in comune), otto di tipo classico e tre di tipo leggero.
| Linea  | Lato   | Percorso                          | Inaugurazione | Ultima estensione | Lunghezza | Stazioni | Tensione |
| ------ | ------ | --------------------------------- | ------------- | ----------------- | --------- | -------- | -------- |
|        | Europa | Yenikapı ↔ Aeroporto Atatürk      | 1989          | 2014              | 19,9 km   | 18       | 750 V    |
|        | Europa | Yenikapı ↔ Kirazlı                | 2013          | 2014              | 15,4 km   | 13       | 750 V    |
|        | Europa | Yenikapı ↔ Hacıosman              | 2000          | 2014              | 23,5 km   | 16       | 750 V    |
|        | Europa | Bakirköy Sahil ↔ Kayaşehir Merkez | 2013          | 2024              | 26,7 km   | 19       | 1 500 V  |
|        | Asia   | Kadıköy ↔ Aeroporto Sabiha Gökçen | 2012          | 2022              | 33,5 km   | 23       | 1 500 V  |
|        | Asia   | Üsküdar ↔ Samandıra Merkez        | 2017          | 2024              | 26,5km    | 20       | 1 500 V  |
|        | Europa | Levent ↔ Boğaziçi Üniversitesi    | 2015          | -                 | 3,3 km    | 4        | 750 V    |
|        | Europa | Yıldız ↔ Mahmutbey                | 2020          | 2023              | 20 km     | 17       | 750 V    |
|        | Asia   | Bostancı ↔ Parseller              | 2023          | -                 | 14,2 km   | 13       | 750 V    |
|        | Europa | Olimpiyat ↔ Atakoy                | 2021          | 2024              | 17,2 km   | 14       | 750 V    |
|        | Europa | Gayrettepe ↔ Arnavutkoy           | 2023          | 2024              | 51,5 km   | 10       | 1500 V   |
| Totale | Totale | Totale                            | Totale        | Totale            | 251,7 km  | 159      |          |

## Le linee

### Linea M1 (M1ᴀ - M1ʙ)
La linea M1 della metropolitana di Istanbul collega la città dal centro, con capolinea a Yenikapı, dividendosi in due diramazioni, una (la M1B) verso nord-ovest, con capolinea a Kirazlı e un'altra (la M1A) verso sud-ovest, con capolinea all'Aeroporto Ataturk. Esse sono adesso considerate due linee separate.
È una linea di metropolitana leggera (hafif metro) ed è stata la prima linea metropolitana della città, aperta nel 1989.
La linea M1 conta 23 stazioni, per una lunghezza di 26,1 chilometri.
In media, il servizio viene usato da 400 000 viaggiatori al giorno.

### Linea M2
Il primo cantiere per la costruzione della linea M2 della metropolitana di Istanbul risale al 1992, otto anni prima dell'inaugurazione del primo tratto (Taksim – 4. Levent) avvenuta il 16 settembre 2000.
La M2 conta 16 stazioni, per una lunghezza di 23,49 km.

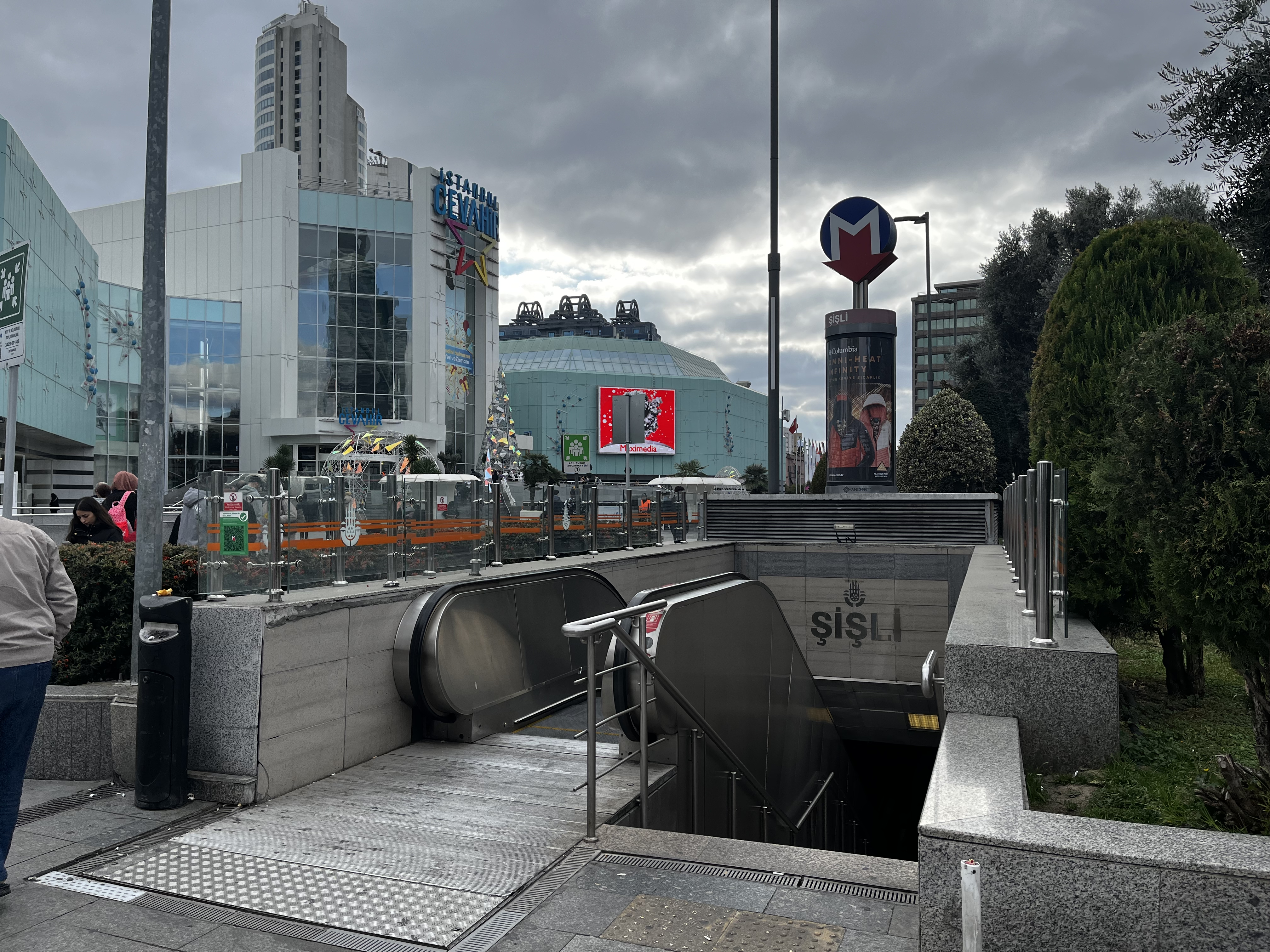
Stazione Şişli della metropolitana di Istanbul, nella parte europea.
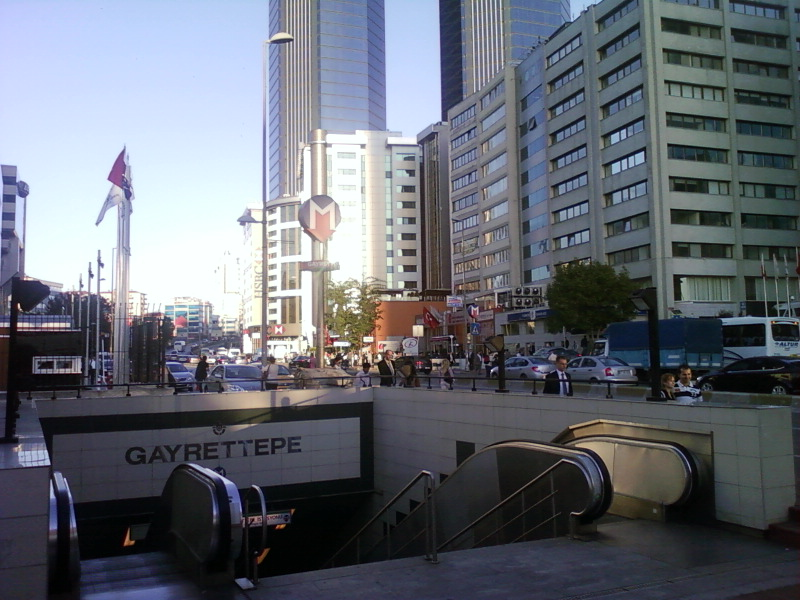
Stazione Gayrettepe della metropolitana di Istanbul, nella parte europea.
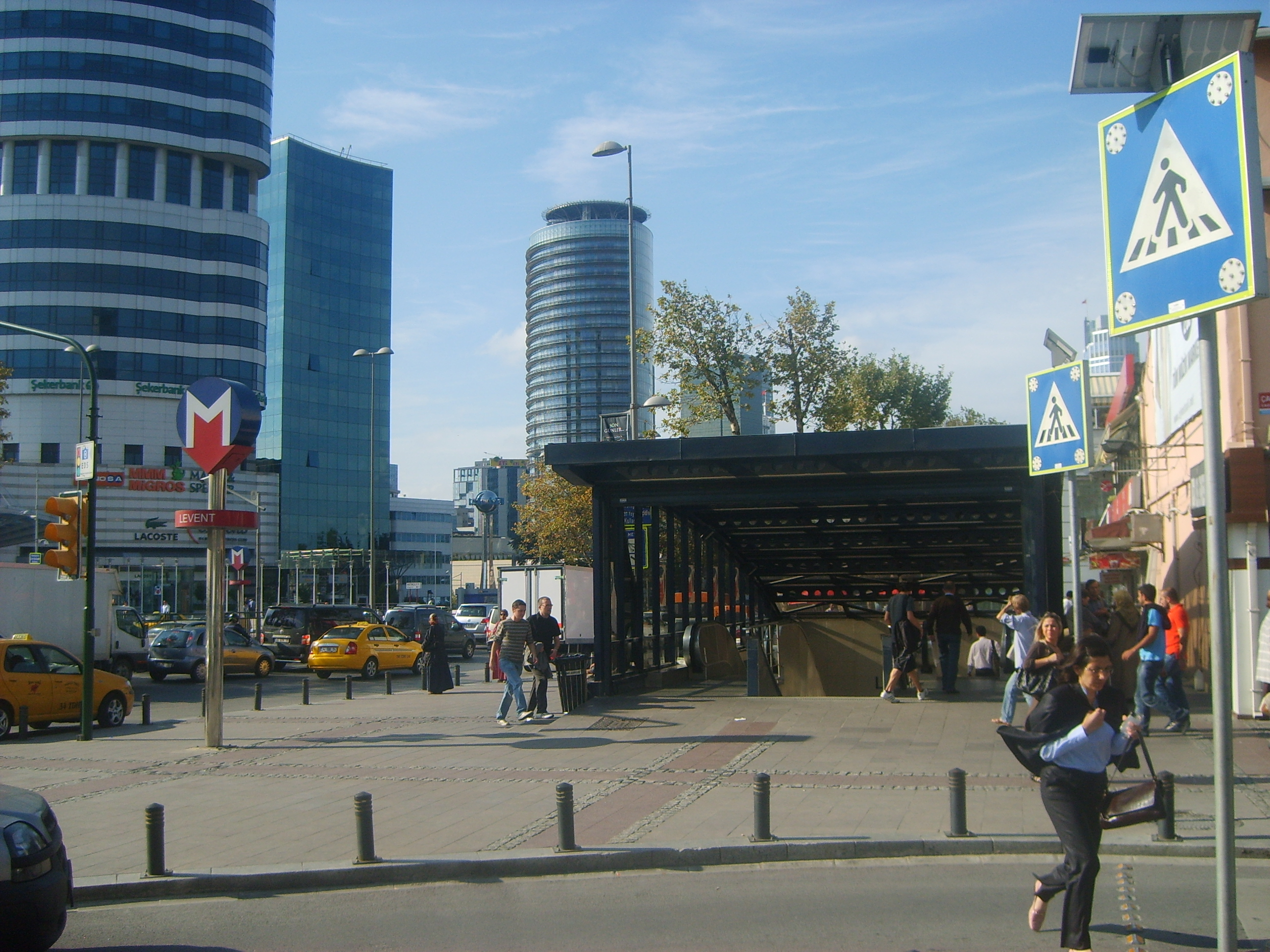
Stazione Levent della metropolitana di Istanbul, nella parte europea.
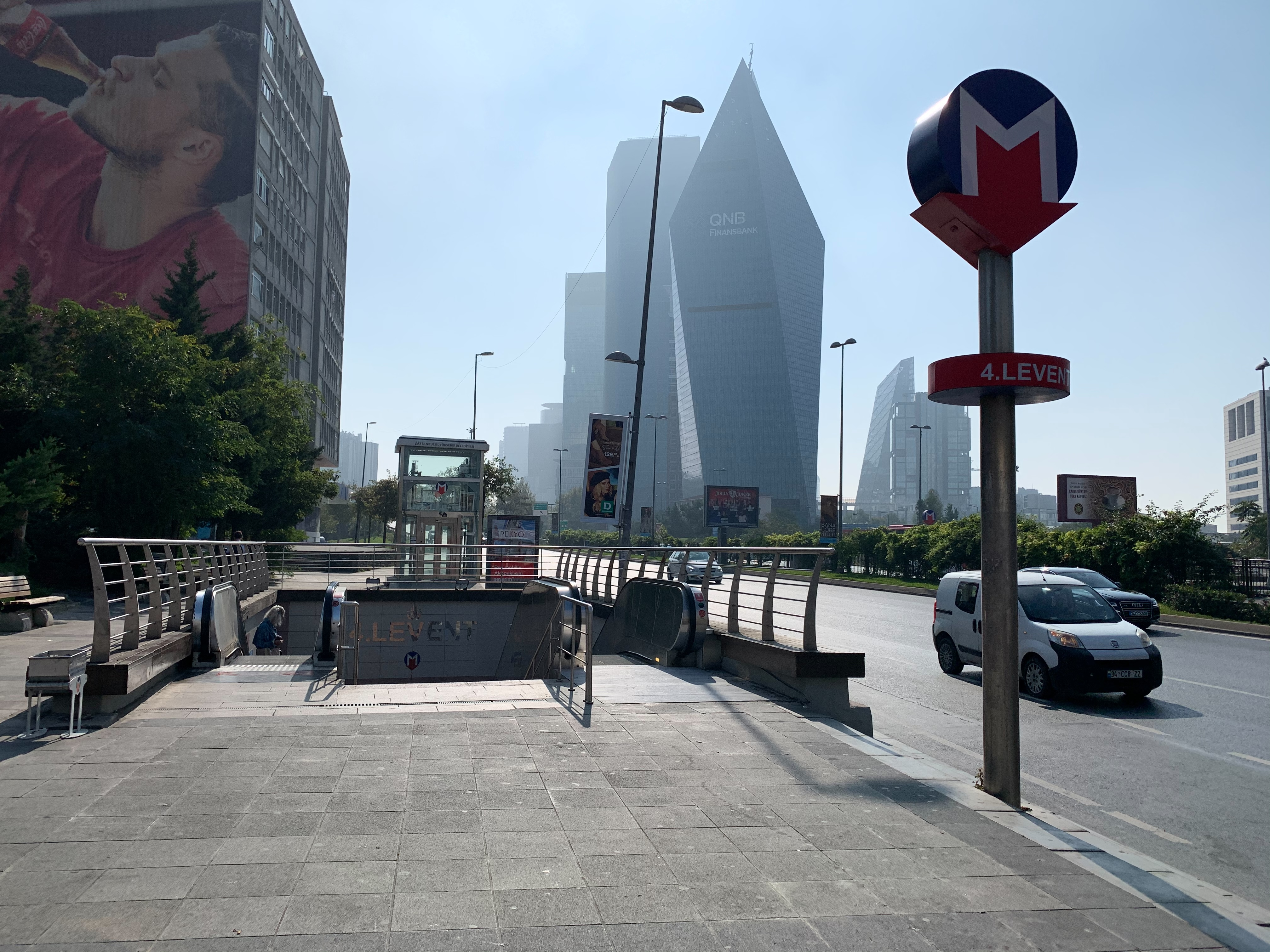
Stazione 4. Levent della metropolitana di Istanbul, nella parte europea.
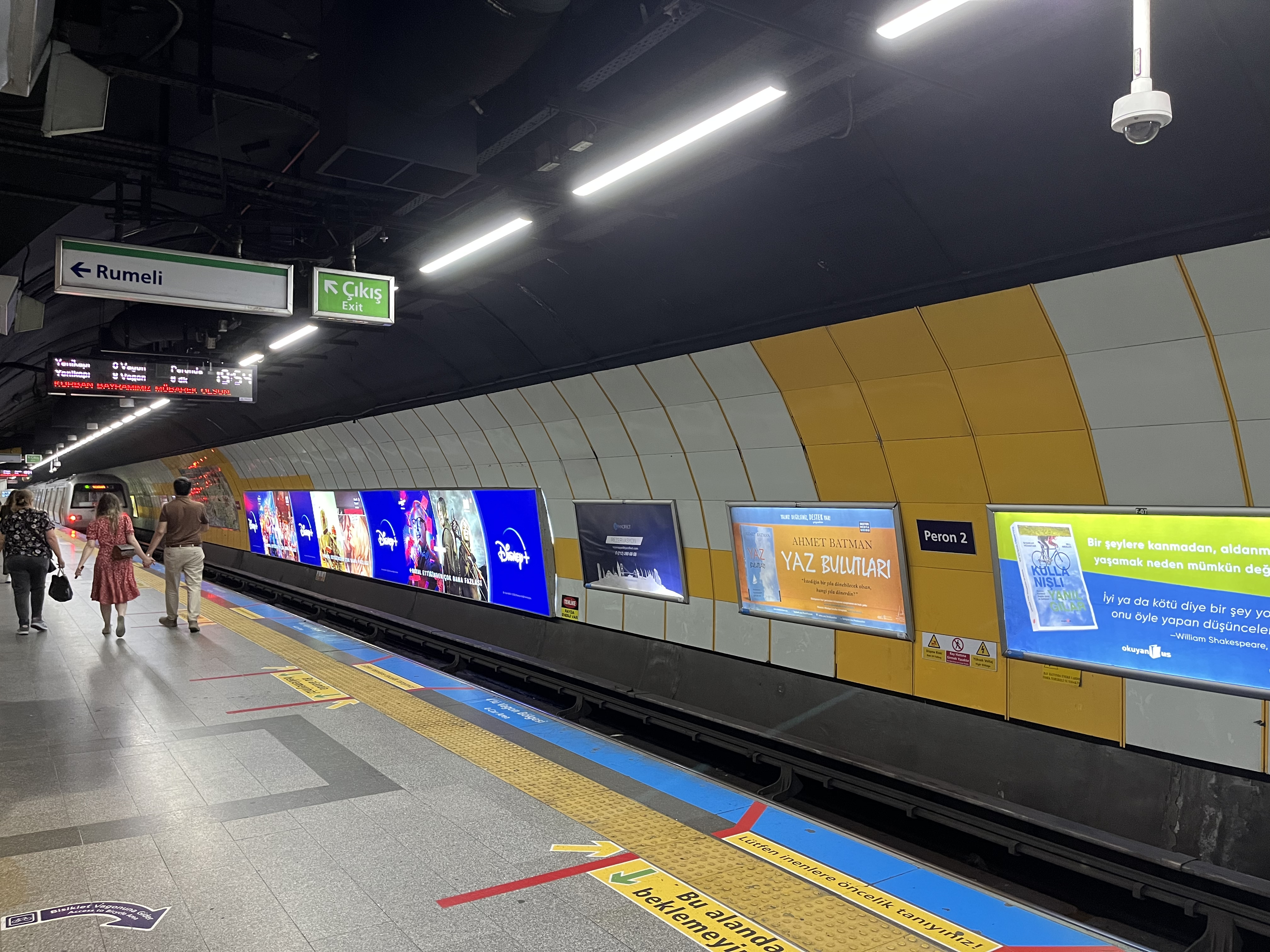
Stazione Osmanbey della metropolitana di Istanbul, nella parte europea.

### Linea M3
La linea M3 della metropolitana di Istanbul è situata nella parte europea della città. È entrata in servizio il 14 giugno 2013. Presso la stazione di Kirazlı è possibile l'interscambio con la linea 1B. Il percorso è interrato.
La M3 conta 19 stazioni, per una lunghezza di 26,5 km.

### Linea M4
La linea M4 della metropolitana di Istanbul, entrata in servizio nell'agosto del 2012, è la prima linea metropolitana del lato asiatico della città. Per la maggior parte del suo percorso, interamente sotterraneo, la linea corre parallela alla ferrovia Istanbul-Ankara.
La M4 conta 19 stazioni, per una lunghezza di 33,5 km.
Presso la stazione di Kadıköy la linea si interconnette con la linea tranviaria T3 e il terminal dei traghetti İDO, mentre ad Ayrılıkçeşmesi la linea si interconnette con la stazione del Marmaray.

### Linea M5
La linea M5 della metropolitana di Istanbul è la seconda linea metropolitana del lato asiatico della città ed è entrata in servizio nel dicembre del 2017. È la prima linea metropolitana automatica della Turchia.
La M5 conta 20 stazioni, per una lunghezza di 20 km.
Il solo interscambio della linea è presso la stazione di Üsküdar, ove la linea si interconnette con la stazione del Marmaray e il terminal dei traghetti İDO.
Il 16 Mar 2024 è stata aperta la tratta Çekmeköy – Samandira Merkez eccetto la stazione Sancaktepe Şehir Hastanesi ancora da completare.

### Linea M6
La linea M6 della metropolitana di Istanbul è una linea di metropolitana leggera che serve l'area a nord-est del centro, collegando Levent alla Boğaziçi Üniversitesi.
La linea M6 conta 4 stazioni, per una lunghezza di 3,3 chilometri.
I soli interscambi della linea sono presso la stazione di Levent, ove vi è l'interconnessione con la linea M2, e presso l'Università del Bosforo, capolinea della funicolare F4.

### Linea M7
La linea M7 è situata nella parte europea della città, fra i quartieri di Kabataş e Mahmutbey. L'appalto è stato assegnato nel 2013, e la costruzione della linea è stata divisa in tre fasi. Alla fine della seconda fase la linea sarà lunga 24.5 km ed avrà 19 stazioni.
La M7 conta attualmente diciassette stazioni, per una lunghezza di 20 km.
A fine 2022 sono iniziati i lavori della terza fase, che estenderà la linea da Mahmutbey a Esenyurt Meydani. Una volta completata, la linea attraverserà 12 distretti di Istanbul europea.

### Linea M8
La linea M8 è una linea di metropolitana senza conducente nella parte asiatica di Istanbul, con capolinea a Bostancı e Parseller. La linea è entrata in servizio il 6 gennaio 2023.
La M8 conta tredici stazioni, per una lunghezza di 14,27 km.

### Linea M9
La linea M9 è una linea di metropolitana nella parte europea di Istanbul. È lunga 17,2 km con 14 stazioni. I capolinea sono i quartieri di Ataköy e Olimpiyat. La M9 corre in direzione nord-sud e attraversa cinque distretti della città, vale a dire Bakırköy, Bahçelievler, Bağcılar, Küçükçekmece e Başakşehir. A gennaio 2023 la linea opera fra Bahariye e Olimpiyat.
Il 18 marzo 2024 è stata aperta la tratta Bahariye - Atakoy.

### Linea M11
La linea M11, che è senza conducente, deve provvedere al collegamento fra il nuovo Aeroporto di Istanbul, che si trova lungo il Mar Nero, e la città, e una volta completata correrà fra la stazione di Halkalı (capolinea occidentale di Marmaray) sul Mar di Marmara a ovest, e quella di Gayrettepe sul Bosforo a est.
Al suo completamento la M11 conterà 16 stazioni, per una lunghezza di 69 km.
Il 22 gennaio 2023 è avvenuta l'inaugurazione della quasi totalità della tratta orientale, dall'aeroporto di Istanbul sino alla stazione di Kağıthane, e il 29 gennaio 2024 è stata aperta la tratta Kagithane – Gayrettepe, completando cosi' la tratta orientale.
Dal 19 marzo 2024 è operativa la tratta Kargo terminal - Arnavutköy.

## Caratteristiche tecniche
Lo scartamento dei binari è per tutte le linee di 1 435 millimetri, il cosiddetto "scartamento normale".

## Design delle stazioni
Le stazioni della linea M1, costruite negli anni '80 e '90, hanno un design molto funzionale. Come in molte stazioni costruite in questo periodo, sono presenti tubi fluorescenti utilizzati come fonti di luce, pavimenti piastrellati e pannelli del soffitto realizzati con listelli di plastica bianca. I marciapiedi centrali sono sostenuti da colonne centrali quadrate e piastrellate (ad esempio Aksaray, Emniyet - Fatih e Topkapı - Ulubatlı). Le pareti delle stazioni costruite nel 2000, come Bahçelievler e Atatürk Aeroporto, sono piastrellate.
Durante la costruzione delle stazioni di M2 tra il 2000 e il 2011, si è cercato di utilizzare colori chiari. Per questo motivo, il colore principale delle pareti delle stazioni è il bianco. Per non confondere le stazioni e tenerle meglio a mente, sono stati realizzati anche alcuni motivi caratteristici (ad esempio, strisce colorate dipinte al centro del muro bianco).
Nelle stazioni della linea M7 inaugurata nel 2020, i colori grigio e bianco sono per lo più utilizzati insieme. Inoltre, la composizione blu-rosso-gialla di Piet Mondrian è stata adattata e utilizzata in alcune stazioni. Inoltre, poiché la linea è dotata di veicoli senza conducente completamente automatici, i passeggeri non possono cadere sui binari grazie al sistema di porte di separazione dei binari (PAKS).

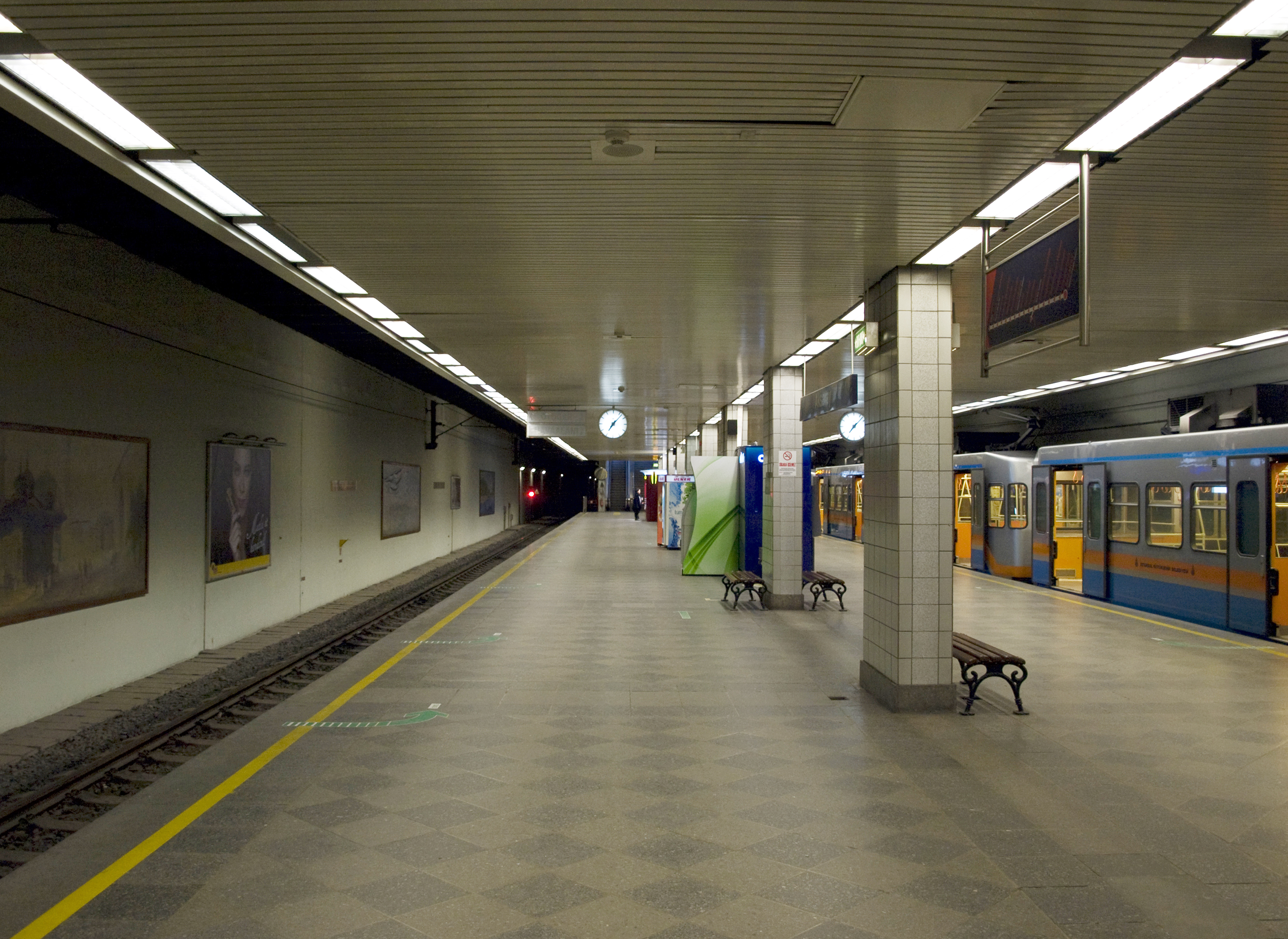
M1, stazione di Aksaray
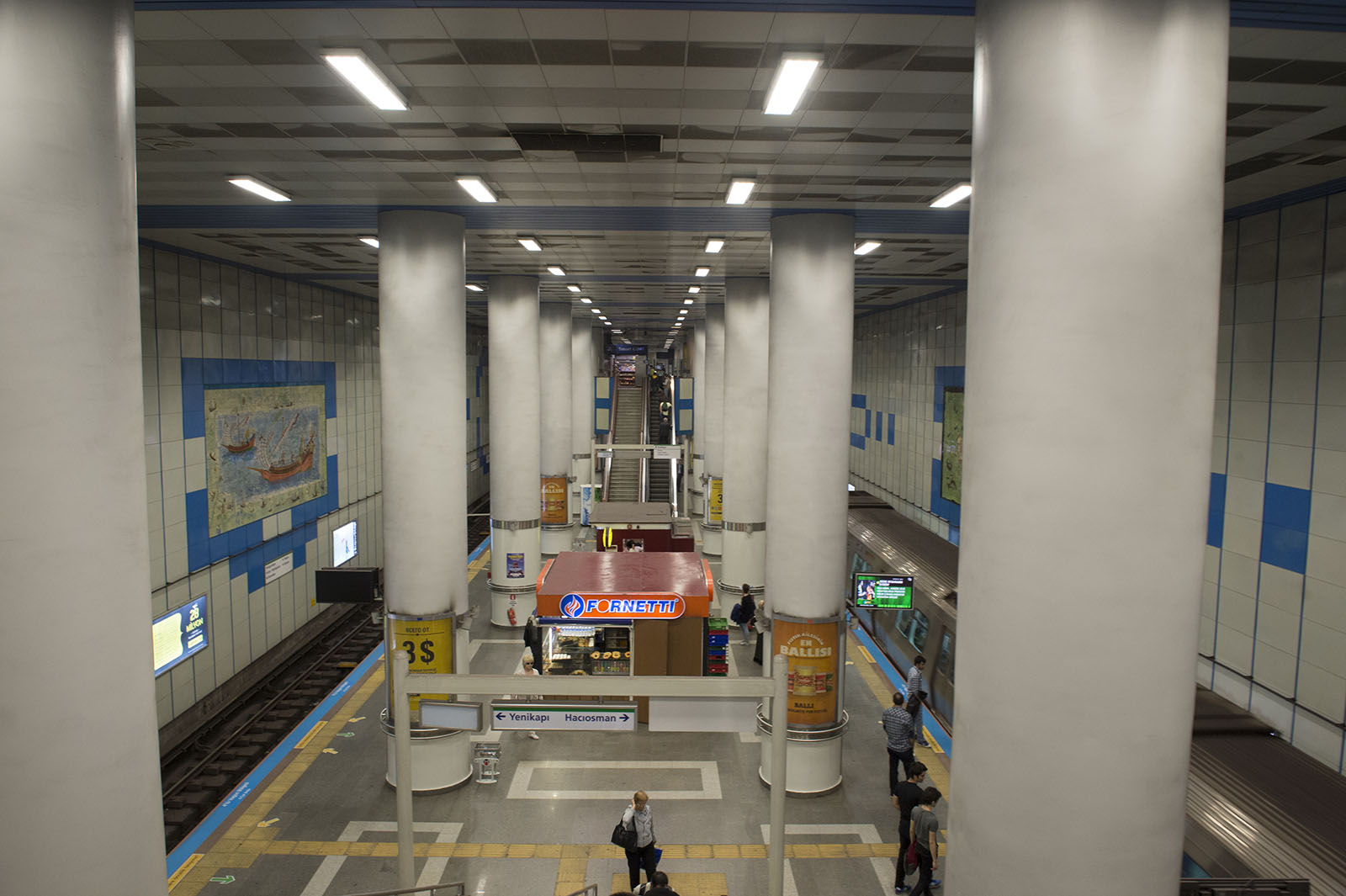
M2, stazione di Levent
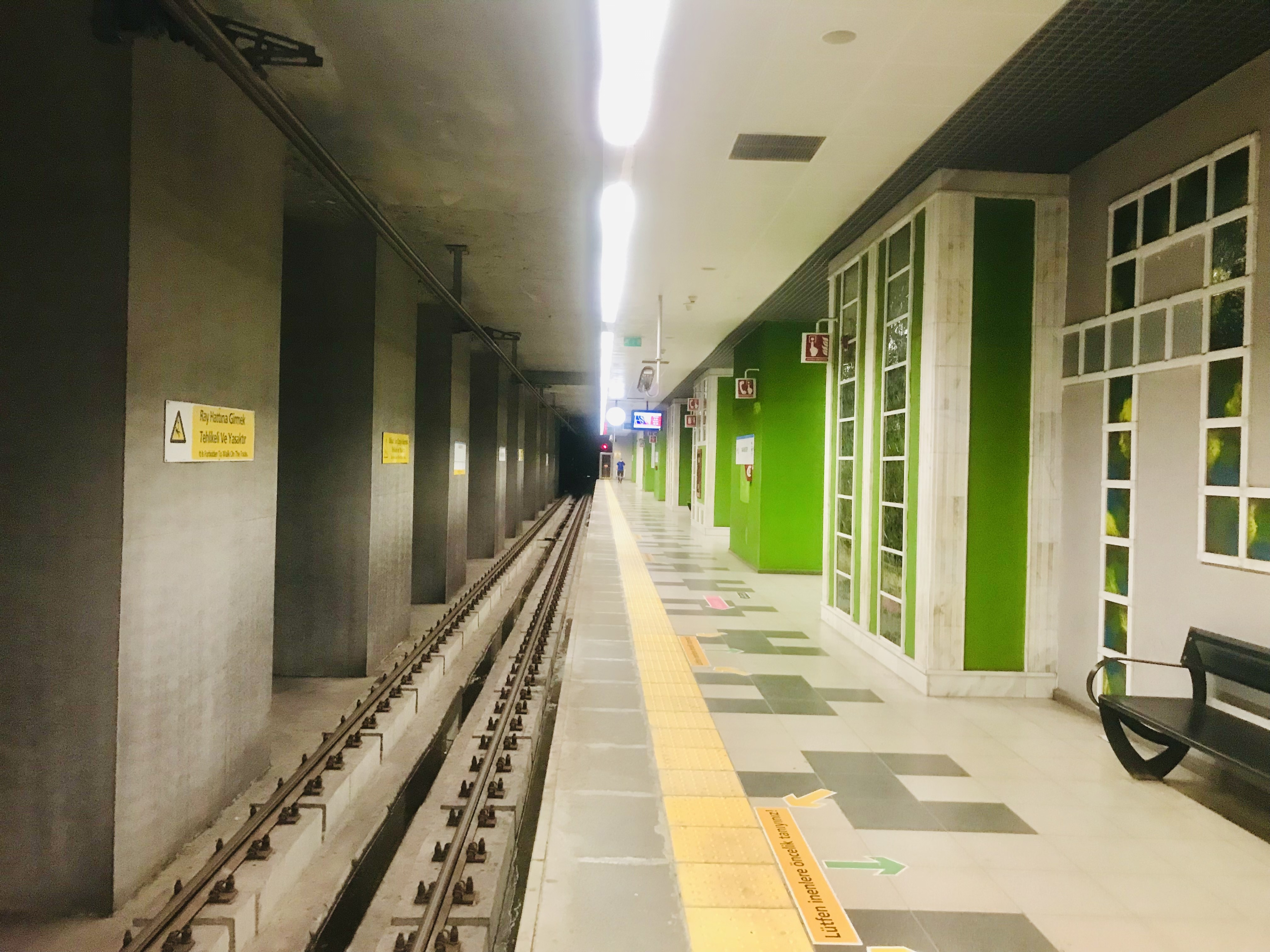
M3, stazione di Mahmutbey
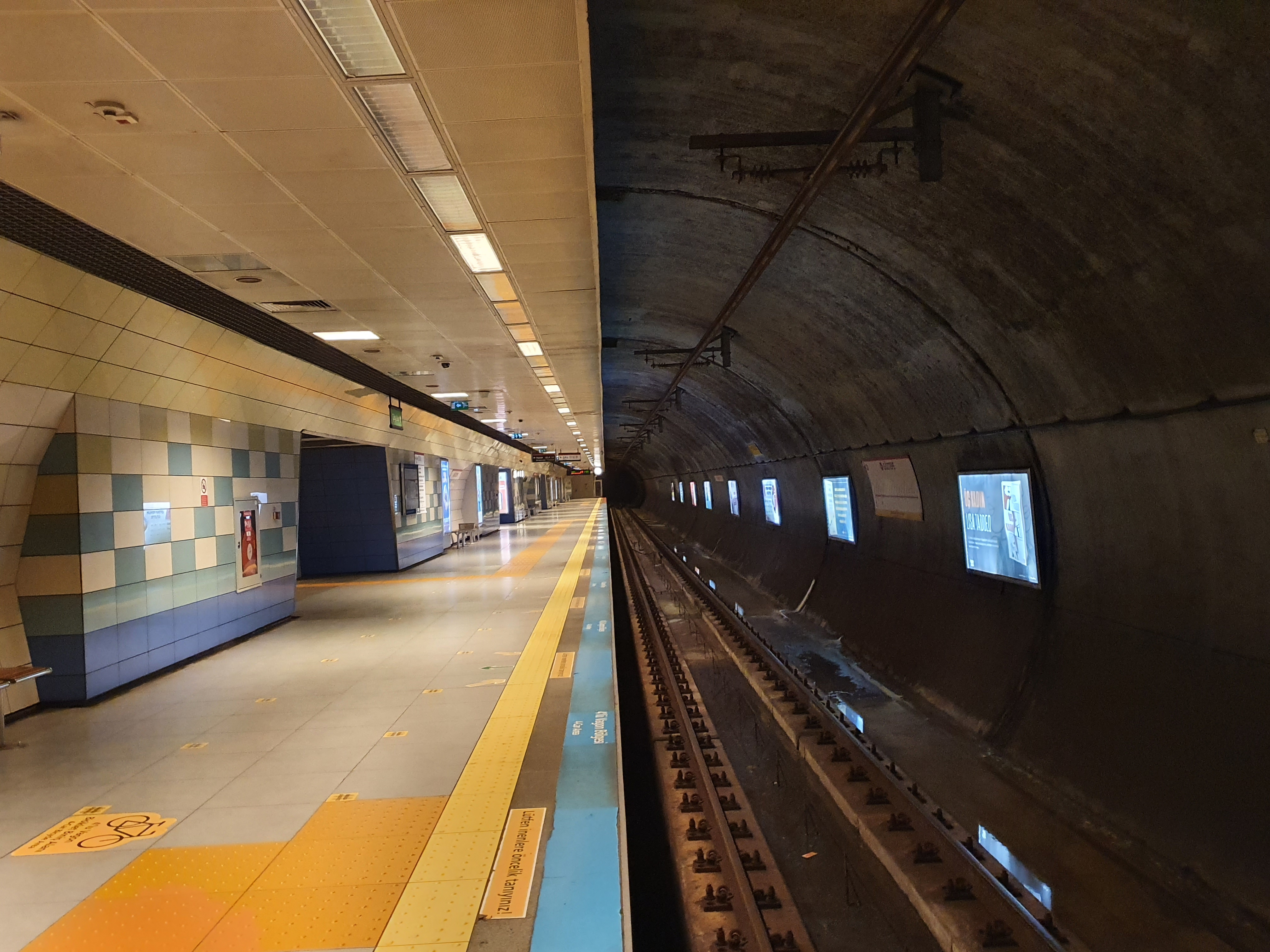
M4, stazione di Göztepe
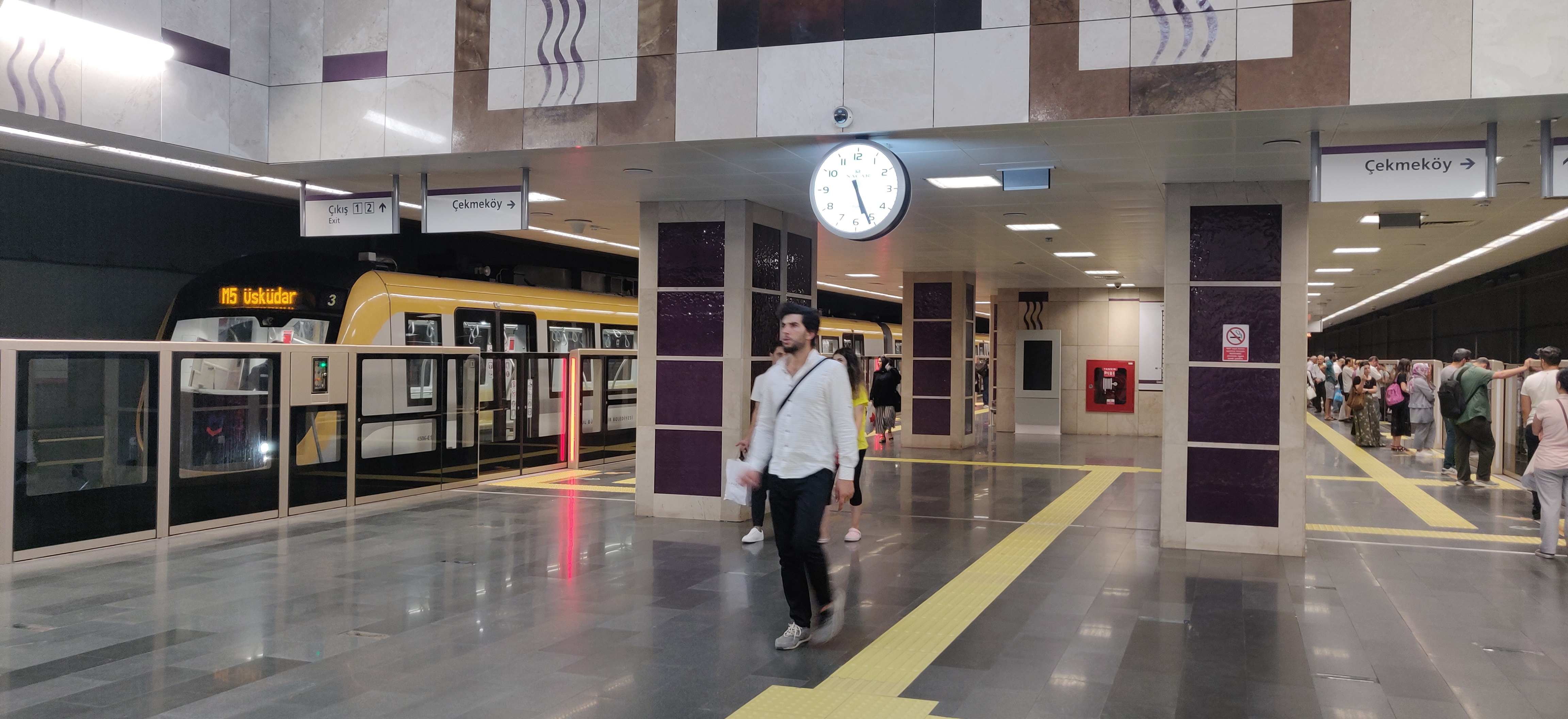
M5, stazione di Üsküdar
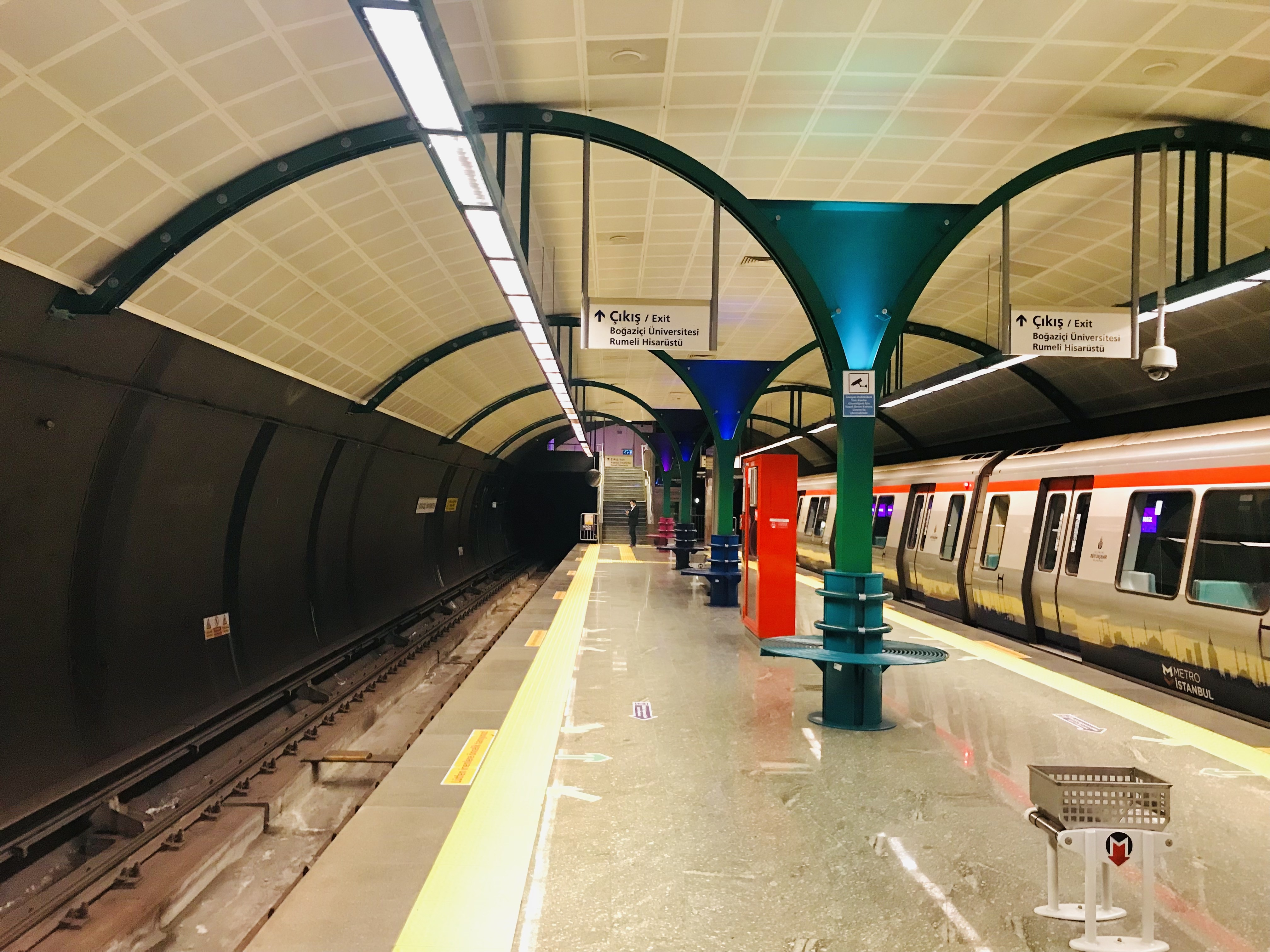
M6, stazione di Boğaziçi Üniversitesi - Hisarüstü
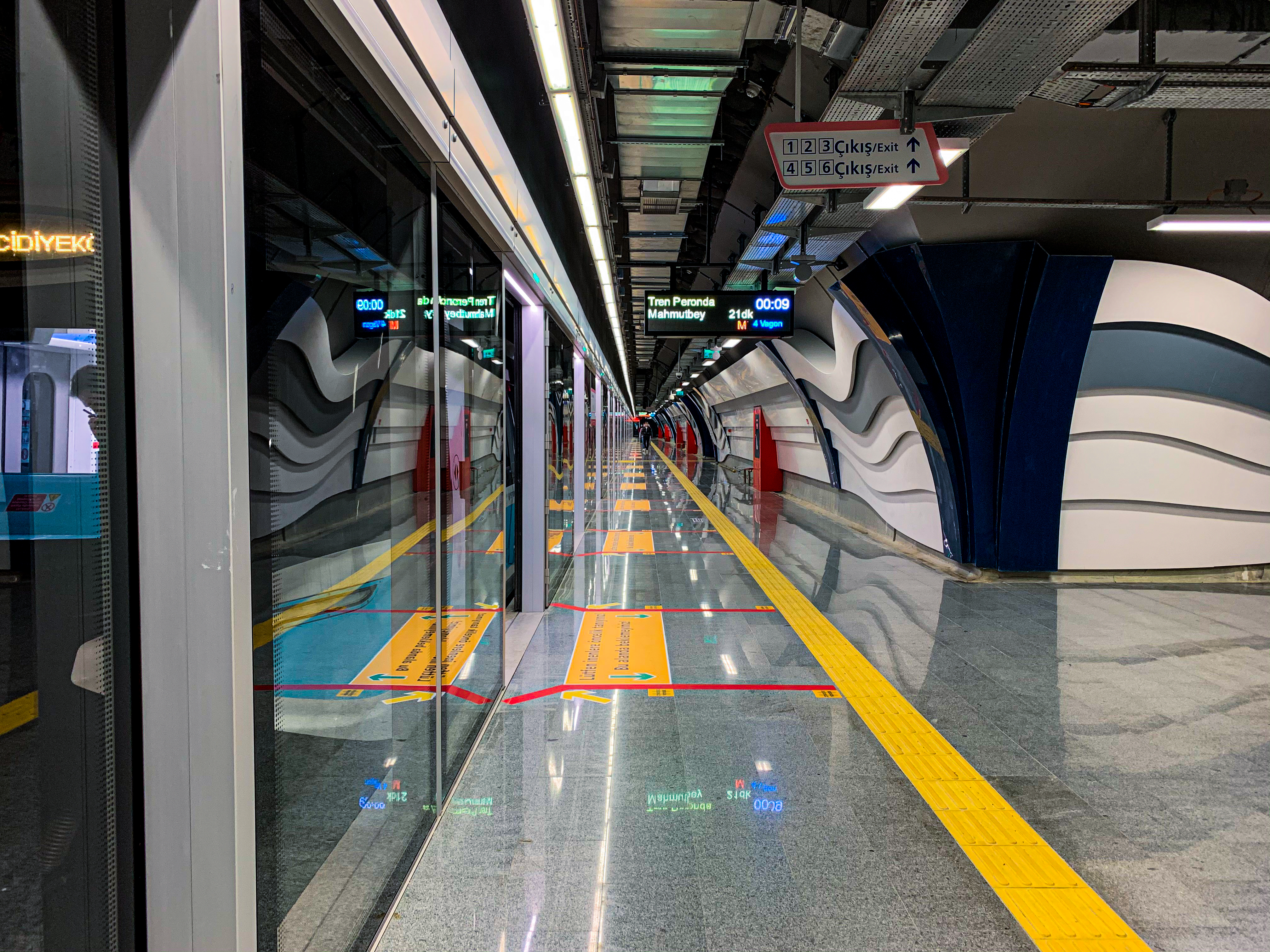
M7, stazione di Mecidiyeköy
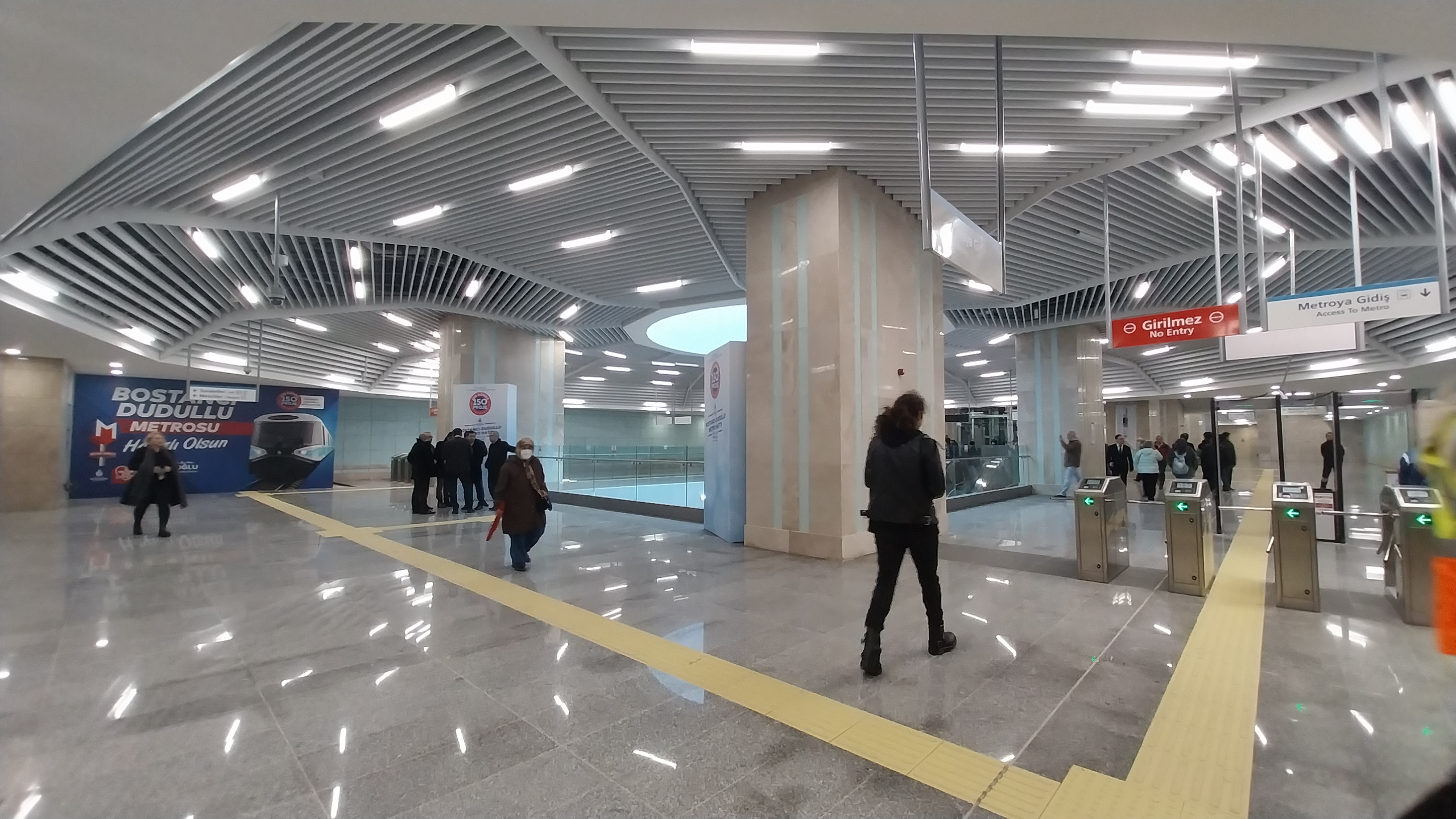
M8, stazione di Bostancı
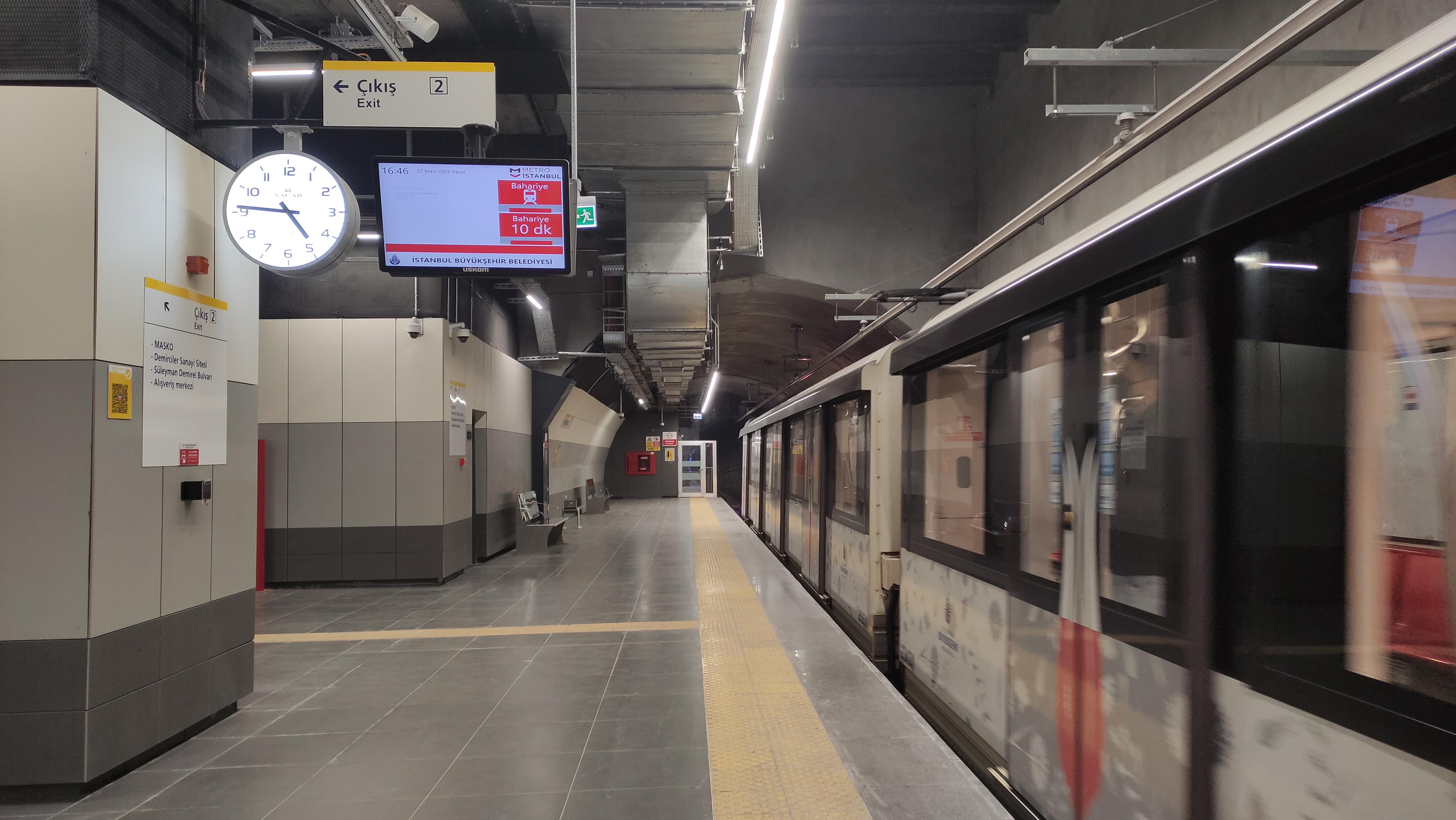
M9, stazione di MASKO
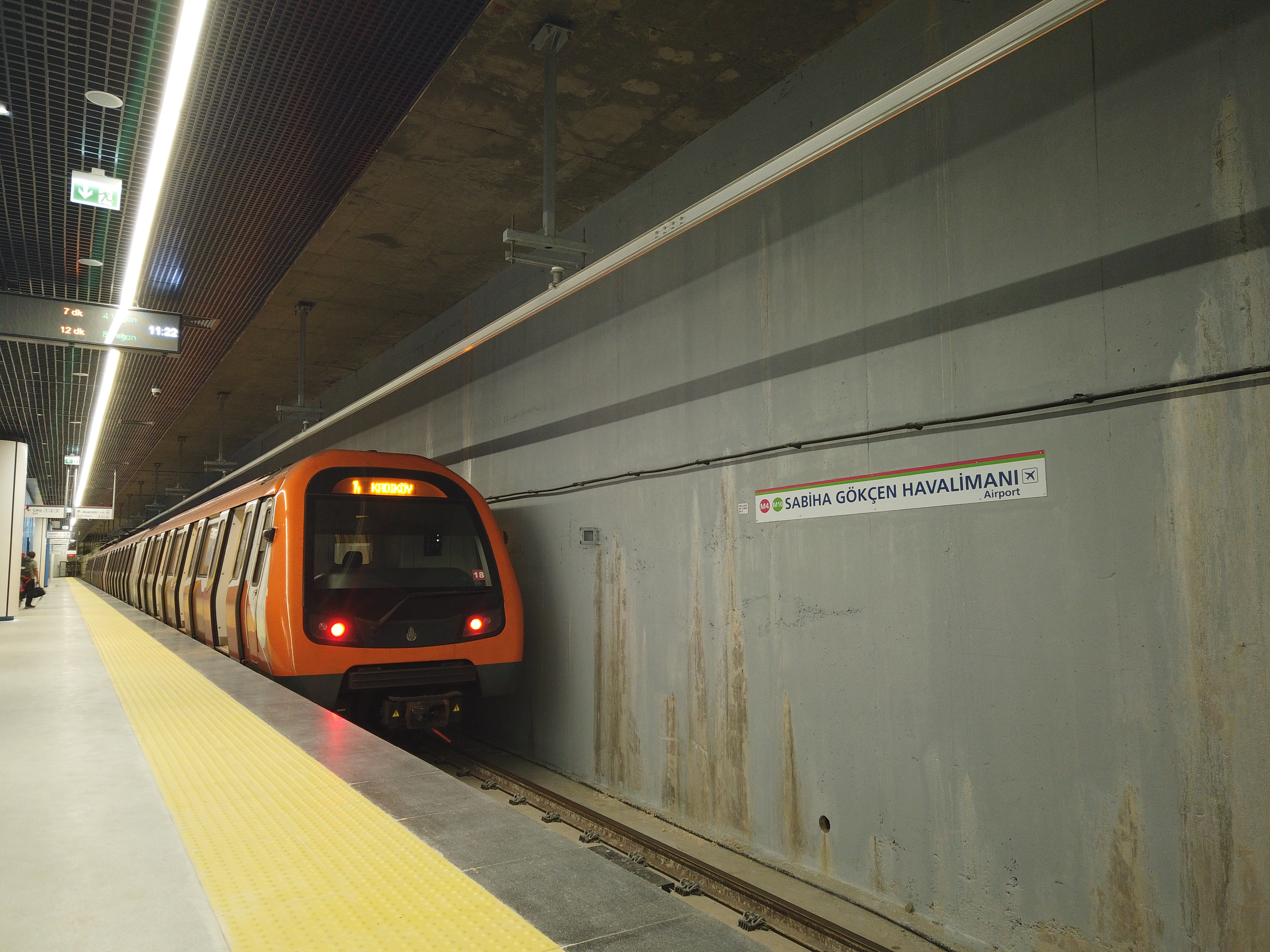
M4 & M10, stazione dell'aeroporto Sabiha Gökçen
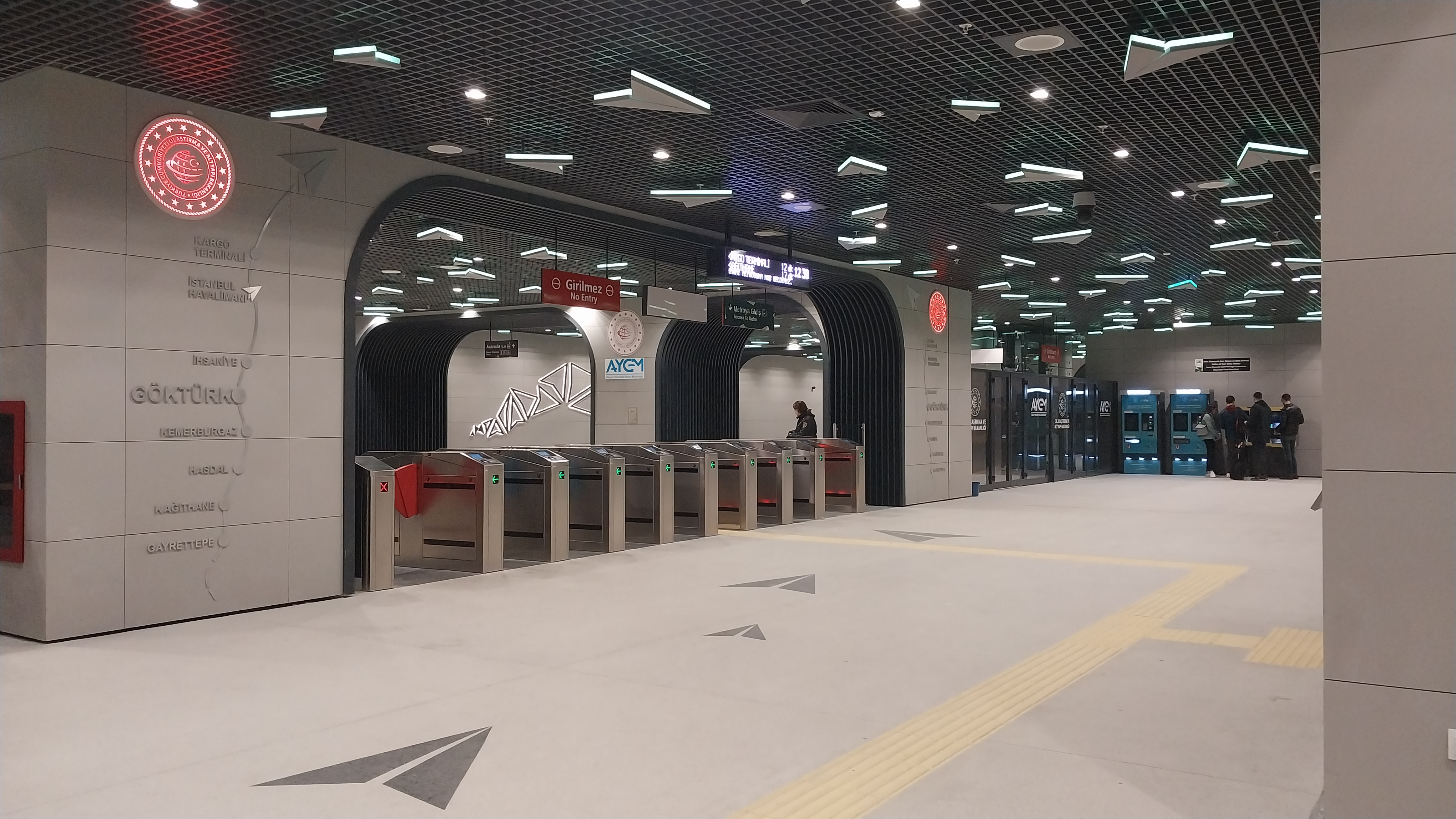
M11, stazione di Göktürk

## Gestione

Logo di Metro İstanbul

Il funzionamento della metropolitana di Istanbul è assicurato da Metro İstanbul, che appartiene alla municipalità metropolitana di Istanbul, e TCDD Tasimacilik, che è affiliata al Ministero dei trasporti e delle infrastrutture della Repubblica di Turchia. Metro Istanbul gestisce non solo la metropolitana, ma anche le linee di tram, funicolari e funivie di Istanbul. TCDD Tasimacilik gestisce oggi solo la linea M11.
Secondo i dati annunciati da Metro Istanbul, nel 2021 474 milioni 538mila 299 persone hanno utilizzato i sistemi ferroviari.

### Orario di servizio
Le metropolitane di Istanbul operano dalle 06:00 alle 24:00, ad eccezione della linea M8. Quest'ultima fornisce temporaneamente il servizio tra le 06:30 e le 21:30.

#### Orario notturno
A partire dal 30 agosto 2019, le linee M1ᴀ e M1ʙ, M2, M4, M5, M6 e M7 operano come metropolitane notturne con una corsa ogni 30 minuti tra le 00:00 e le 06:00. Nella metropolitana notturna viene applicata una tariffa a doppio biglietto.

## Progetti futuri

La rete di Istanbul con le linee e i prolungamenti in costruzione sino al 2025, e con le linee e i prolungamenti proposti.

I progetti attuali prevedono il prolungamento di alcune linee esistenti e la realizzazione di nuove linee.

### Prolungamenti
| Linea  | Lato                         | Tratta o stazione              | Stato                        | Inaugurazione prevista | Lunghezza | Stazioni |
| ------ | ---------------------------- | ------------------------------ | ---------------------------- | ---------------------- | --------- | -------- |
|        | Europa                       | Kirazlı ↔ Halkalı              | in costruzione               | –                      | 9,7 km    | 9        |
|        | Europa                       | Yenikapı ↔ Sefaköy             | procedura di appalto avviata | –                      | 14 km     | 11       |
|        | Europa                       | Kirazlı ↔ Bakırköy Sahil       | in costruzione               | –                      | –         | 1        |
|        | Asia                         | Tavşantepe ↔ Tuzla             | in costruzione               | 2025                   | 7,9 km    | 7        |
|        | Asia                         | Samandıra Merkez ↔ Sultanbeyli | in costruzione               | 2024                   | 10,9 km   | 4        |
|        | Europa                       | Kabataş ↔ Yıldız               | in costruzione               | 2024                   | 4,5 km    | 2        |
| Europa | Mahmutbey ↔ Esenyurt Meydani | in costruzione                 | 2025                         | 18,5 km                | 11        |          |
|        | Europa                       | Halkalı ↔ Arnavutköy           | in costruzione               | 2024                   | 31,5 km   | 5        |

### Nuove linee
| Linea | Lato          | Tratta                               | Stato          | Inaugurazione prevista | Lunghezza | Stazioni |
| ----- | ------------- | ------------------------------------ | -------------- | ---------------------- | --------- | -------- |
|       | Asia          | Pendik Merkez ↔ Fevzi Çakmak         | in costruzione | 2025                   | 5,1 km    | 2        |
|       | Asia          | 60. Yıl Parkı ↔ Kazım Karabekir      | in costruzione | 2025                   | 13,03 km  | 11       |
|       | Asia          | Söğütlüçeşme ↔ Yenidoğan             | in costruzione | 2028                   | 21,9 km   | 15       |
|       | Asia          | Altunizade ↔ Bosna Bulvarı           | in costruzione | 2025                   | 4,0 km    | 4        |
|       | Europa - Asia | Beylikdüzü ↔ Aeroporto Sabiha Gökçen | pianificata    | -                      | 75,5 km   | 13       |